# Piramidalno ptičje mlijeko
Piramidalno ptičje mlijeko (piramidalna kestenjača; lat. Loncomelos pyramidale ili Ornithogalum pyramidale), biljna vrsta iz porodice šparogovki. Raširena je po Europi (Austrija; Slovenija; Hrvatska; Bosna i Hercegovina; Srbija & Kosovo; Rumunjska)